# Albert Delpérée
Albert Delpérée né à Liège le 23 avril 1912, mort à Bruxelles le 26 décembre 1984 est un démographe, haut fonctionnaire, homme politique belge et militant wallon.

## Carrière

### Carrière académique
Docteur en sciences commerciales de l'Université de Liège en 1935, il s'attache dans sa thèse à analyser les accords collectifs de travail en Belgique. Cet attachement au social explique aussi la suite de sa carrière. Albert Delpérée travaille dans le privé, puis enseigne aux Athénées de Soignies (jusqu'en 1940), puis de Waremme, ensuite au Collège d'Europe de Bruges (1956-1969), et enfin à l'Université catholique de Louvain à partir de 1964.

### Carrière administrative
Il est secrétaire de cabinet du seul ministre de l'Union démocratique belge entre 1945 et 1946. Dans le gouvernement suivant, parfois appelé cartel des gauches (libéraux, socialistes et communistes), il est conseiller de Léon-Éli Troclet, ministre du Travail et de la Prévoyance sociale. Il devient en 1959 Secrétaire général du Ministère de la Prévoyance sociale, soit le plus haut grade administratif dans l'Administration belge.

## Engagement démocrate-chrétien et wallon
Déjà avant la guerre dans La Terre wallonne, il a attiré l'attention de ses compatriotes sur les difficultés à venir de l'économie wallonne. Il est partie prenante de la fondation du Conseil économique wallon en 1939 et déclare que deux objectifs de cet organisme sont capitaux: 
«  - l'arrêt de l'immigration des industries wallonnes vers le Nord du pays et la création d'industries nouvelles - l'incapacité des grandes banques belges installées à Bruxelles, de retrouver une certaine liberté d'action. »
Il est l'un des inspirateurs du programme économique de l'Union démocratique belge, adhère à Rénovation wallonne, collabore à Forces nouvelles, où il plaide pour l'engagement du citoyen dans la direction de l'économie, notamment par les syndicats qui doivent la contrôler. Il soutient aussi les efforts d'André Renard en vue d'unifier le syndicalisme belge divisé entre syndicalistes chrétiens et socialistes.
Il est réticent vis-à-vis de chacune des solutions contradictoires et surtout politiques proposées par le Congrès national wallon de 1945 (Réunion à la France, Indépendance, Autonomie, Sénat paritaire). Il estime que si la civilisation française n'est pas menacée en Wallonie, la région va au-devant de difficultés économiques graves. Le déclin démographique wallon l'alerte aussi, mais il remet partiellement en cause les conclusions du rapport d'Alfred Sauvy de 1962. À partir de 1977, Albert Delpérée devient sénateur du Front démocratique des francophones de Bruxelles et le demeure jusqu'en 1981.